# 円井光経
円井 光経（つぶらい/まるい みつつね） は、鎌倉時代の武将、甲斐源氏武田氏の庶流。通称は十郎。武田信義の孫で、武田信光の末男。
円井および丸井氏の初代であり、甲斐武田氏3代当主、武田信政の弟といわれる。
甲斐国巨摩郡円井郷増坪（現在の山梨県韮崎市円野町）一帯を本領とした結果、地元名に因み「円井」姓を掲げたといわれる。
子に円井貞経がいる。

## 末裔
巨摩郡武川に近いこともあり子孫は武川衆の一翼を担い武田家の家臣として活躍したと伝えられている。